# Seppe Smits
Sebastien „Seppe“ Smits (* 13. Juli 1991) ist ein belgischer Snowboardfahrer. Er fährt Wettbewerbe in den Disziplinen Halfpipe, Big Air und Slopestyle.

## Werdegang
In der Saison 2005/06 nahm Smits an der TTR World Rookie Tour teil und belegte schon in der folgenden Saison den zweiten Platz bei der Burton AM Tour. Obwohl er bereits früh Sponsoren finden konnte, nahm er bis zur Saison 2007/2008 an der Protest World Rookie Tour teil,  konnte sie jedoch nie gewinnen.
Im Oktober 2007 fuhr er seinen ersten FIS Weltcupwettbewerb in Rotterdam. Im Februar 2008 wurde er bei dem Europacupwettbewerb in Klínovec Zweiter. Im November desselben Jahres wurde er beim Weltcupwettbewerb in Stockholm Dritter im Big Air. Es folgte in der Saison ein zweiter Platz in Stoneham. Im Januar 2009 belegte er den zweiten Platz beim O’Neill Evolution in Davos. Im selben Monat wurde er bei den Snowboard-Weltmeisterschaften 2009 Vizeweltmeister in der Disziplin Big Air. Im August 2010 gewann er bei den Snowboard-Juniorenweltmeisterschaften 2010 Bronze im Slopestyle und Silber im Big-Air-Wettbewerb. In der Saison 2009/10 errang er beim Weltcuprennen in Calgary den zweiten Platz im Slopestyle. Zum Beginn der folgenden Saison erreichte er den zweiten Platz im Big Air beim Billabong Bro Down. Es folgte ein dritter Rang, ebenfalls im Big-Air-Wettbewerb beim Weltcuprennen in London. Bei den Snowboard-Weltmeisterschaften 2011 in La Molina gewann er Silber im Big Air und Gold im Slopestyle. Im Februar 2011 wurde er Zweiter beim Air & Style in München und Dritter beim Toyota Big Air in Tokio. Am Saisonende gewann er im Slopestyle beim Quiksilver Spring Battle in Flachauwinkl. Die Saison beendete er auf dem dritten Platz der World-Snowboard-Tour-Gesamtwertung.
In der Saison 2011/12 gewann er im Slopestyle beim Horsefeathers Pleasure Jam in Schladming und erneut beim Spring Battle. Im Big-Air-Wettbewerb beim freestyle.ch in Zürich, beim Weltcuprennen in London und beim Billabong Air & Style in Innsbruck wurde er Zweiter. Bei den Snowboard-Weltmeisterschaften 2012 in Oslo gewann er Bronze im Slopestyle. Dritter wurde er in der Saison im Big Air beim O’Neill Evolution in Davos und bei den Burton US Open im Stratton Mountain Resort. Die Saison beendete er auf dem ersten Platz in der FIS-Big-Air-Gesamtwertung und dem ersten Rang in der Tour-Big-Air-Wertung. Zu Beginn der Saison 2012/13 holte er beim Weltcuprennen in Antwerpen im Big-Air-Wettbewerb seinen ersten Weltcupsieg. Bei den Snowboard-Weltmeisterschaften 2013 in Stoneham holte er Bronze im Big-Air-Wettbewerb. Eine Woche später gewann er bei den Winter-X-Games 2013 ebenfalls Bronze im Slopestyle. Im März 2013 siegte er im Big-Air-Wettbewerb beim Spring Battle in Flachauwinkl. Bei seiner ersten Olympiateilnahme 2014 in Sotschi kam er auf den 13. Platz im Slopestyle. Im März 2014 errang er beim Spring Battle den dritten Platz. Die Saison beendete er auf dem vierten Rang in der Tour-Big-Air Wertung. Zu Beginn der Weltcupsaison 2014/15 gewann er im Big-Air-Wettbewerb in Istanbul. Im März 2015 siegte er beim Spring Battle in Flachauwinkl und beim Grandvalira Total Fight in Grandvalira jeweils im Slopestyle. Im Big-Air-Weltcup belegte er zum Saisonende den ersten Platz. In der folgenden Saison errang er im Slopestyle, nach Platz sechs und vier bei Big-Air-Weltcups in Boston und Québec, beim Weltcup im Bokwang Phoenix Park in Pyeongchang den zweiten Platz. Im März 2016 belegte er bei den Snowboard-Weltmeisterschaften 2016 in Yabuli den 17. Platz im Big Air und den sechsten Rang im Slopestyle. Im selben Monat wurde er jeweils im Slopestyle Dritter beim Spring Battle in Flachauwinkl und Zweiter beim Grandvalira Total Fight in Grandvalira. Die Saison beendete er im Freestyle-Weltcup und im Slopestyle-Weltcup jeweils auf dem achten Platz und im Big-Air-Weltcup auf dem dritten Platz. Nach Platz zwei beim Big-Air-Weltcup in Mailand zu Beginn der Saison 2016/17 holte er im Slopestyle auf der Seiser Alm seinen dritten Weltcupsieg. Beim Air & Style in Los Angeles wurde er Zweiter. Bei den Snowboard-Weltmeisterschaften 2017 in Sierra Nevada gewann er die Goldmedaille im Slopestyle und belegte zudem den 50. Platz im Big Air. Zum Saisonende wurde er belgischer Meister im Slopestyle und im Big Air und Dritter im Slopestyle beim Spring Battle in Flachauwinkl. Die Saisonende beendete er auf dem vierten Platz im Slopestyle-Weltcup und jeweils auf dem dritten Rang im Big-Air- und im Freestyle-Weltcup. Im folgenden Jahr kam er bei den Olympischen Winterspielen in Pyeongchang auf den 29. Platz im Big Air und auf den zehnten Rang im Slopestyle.
In der Saison 2018/19 gewann Smits den Weltcup in Québec im Big Air und errang damit den sechsten Platz im Big-Air-Weltcup. Bei den Snowboard-Weltmeisterschaften 2019 in Park City kam er auf den 12. Platz im Slopestyle.

## Sonstiges
Seppe's Bruder Anthony fährt ebenfalls Snowboard in der TTR.

## Erfolge
Saison 2006/07
- 2. Platz – Burton AM Tour in Landgraaf, Slopestyle

Saison 2008/09
- 2. Platz – Horsefeathers Pleasure Jam in Schladming, Slopestyle
- 2. Platz – O’Neill Evolution in Davos, Slopestyle
- 2. Platz – Snowboard-Weltmeisterschaften 2009 in Gangwon, Big Air
- 3. Platz – Snowboard-Weltcup in Stockholm, Big Air
- 3. Platz – Snowboard-Weltcup in Stoneham, Big Air

Saison 2009/10
- 2. Platz – Snowboard-Weltcup in Calgary, Slopestyle

Saison 2010/11
- 1. Platz – Snowboard-Weltmeisterschaften 2011 in La Molina, Slopestyle
- 1. Platz – Spring Battle in Flachauwinkl, Slopestyle
- 2. Platz – Billabong Bro Down in Snow Park, Big Air
- 2. Platz – Air & Style in Peking, Big Air
- 2. Platz – Air & Style in München, Big Air
- 3. Platz – Snowboard-Weltcup in London, Big Air
- 3. Platz – Snowboard-Weltmeisterschaften 2011 in La Molina, Big Air
- 3. Platz – Toyota Big Air in Tokio, Big Air

Saison 2011/12
- 1. Platz – Horsefeathers Pleasure Jam in Schladming, Slopestyle
- 1. Platz – Spring Battle in Flachauwinkl, Big Air
- 2. Platz – freestyle.ch in Zürich, Big Air
- 2. Platz – Snowboard-Weltcup in London, Big Air
- 2. Platz – Air & Style in Innsbruck, Big Air
- 3. Platz – O’Neill Evolution in Davos, Big Air
- 3. Platz – Snowboard-Weltmeisterschaften 2012 in Oslo, Slopestyle
- 3. Platz – Burton US Open in Stratton Mountain, Slopestyle

Saison 2012/13
- 1. Platz – Snowboard-Weltcup in Antwerpen, Big Air
- 1. Platz – Spring Battle in Flachauwinkl, Big Air
- 1. Platz – Big Air-Weltcup
- 3. Platz – Winter-X-Games 2013 in Aspen, Slopestyle
- 3. Platz – Snowboard-Weltmeisterschaften 2013 in Stoneham, Big Air

Saison 2013/14
- 3. Platz – Spring Battle in Flachauwinkl, Big Air

Saison 2014/15
- 1. Platz – Snowboard-Weltcup in Istanbul, Big Air
- 1. Platz – Spring Battle in Flachauwinkl, Slopestyle
- 1. Platz – Grandvalira Total Fight in Grandvalira, Slopestyle
- 1. Platz – Big Air-Weltcup

Saison 2015/16
- 2. Platz – Snowboard-Weltcup in Pyeongchang, Slopestyle
- 2. Platz – Grandvalira Total Fight in Grandvalira, Slopestyle
- 3. Platz – Spring Battle in Flachauwinkl, Slopestyle
- 3. Platz – Big Air-Weltcup

Saison 2016/17
- 1. Platz – Snowboard-Weltcup auf der Seiser Alm, Slopestyle
- 1. Platz – Snowboard-Weltmeisterschaften 2017 in Sierra Nevada, Slopestyle
- 1. Platz – Belgische Meisterschaften in Les Deux Alpes, Slopestyle
- 1. Platz – Belgische Meisterschaften in Les Deux Alpes, Big Air
- 2. Platz – Snowboard-Weltcup in Mailand, Big Air
- 2. Platz – Air & Style in Los Angeles, Big Air
- 3. Platz – The Mile High in Perisher, Slopestyle
- 3. Platz – Spring Battle in Flachauwinkl, Slopestyle
- 3. Platz – Freestyle-Weltcup
- 3. Platz – Big Air-Weltcup

Saison 2018/19
- 1. Platz – Snowboard-Weltcup in Québec, Big Air